# Сен-Луї (парафія, Нью-Брансвік)
Сен-Луї (англ. Saint-Louis) — парафія в Канаді, у провінції Нью-Брансвік, у складі графства Кент.

## Населення
За даними перепису 2016 року, парафія нараховувала 1802 особи, показавши зростання на 3,5%, порівняно з 2011-м роком. Середня густина населення становила 7 осіб/км².
З офіційних мов обидвома одночасно володіли 1 480 жителів, тільки англійською — 85, тільки французькою — 235. Усього 10 осіб вважали рідною мовою не одну з офіційних.
Працездатне населення становило 59,7% усього населення, рівень безробіття — 20,9% (25,7% серед чоловіків та 14,6% серед жінок). 89,6% осіб були найманими працівниками, а 9,9% — самозайнятими.
Середній дохід на особу становив $32 217 (медіана $29 594), при цьому для чоловіків — $36 617, а для жінок $27 430 (медіани — $33 613 та $24 640 відповідно).
25,2% мешканців мали закінчену шкільну освіту, не мали закінченої шкільної освіти — 39,9%, 35% мали післяшкільну освіту, з яких 20,6% мали диплом бакалавра, або вищий.
| Статево-вікова структура населення | Статево-вікова структура населення | Статево-вікова структура населення | Статево-вікова структура населення | Статево-вікова структура населення |
| ---------------------------------- | ---------------------------------- | ---------------------------------- | ---------------------------------- | ---------------------------------- |
|                                    |                                    |                                    |                                    |                                    |
| Всього                             | Всього                             | 50,4%49,6%                         |                                    |                                    |
| 0 — 14 років                       | 0 — 14 років                       |                                    | 10%                                | 10%                                |
| 15 — 64 років                      | 15 — 64 років                      |                                    | 61,9%                              | 61,9%                              |
| 65 і більше                        | 65 і більше                        |                                    | 28,1%                              | 28,1%                              |
| 85 і більше                        | 85 і більше                        |                                    | 4,7%                               | 4,7%                               |
| Середній вік (років)               | Середній вік (років)               | 48,952,0                           | 50,4                               | 50,4                               |
| Медіана (років)                    | Медіана (років)                    | 53,355,6                           | 54,2                               | 54,2                               |
| — чоловіки — жінки                 |                                    |                                    |                                    |                                    |

| Походження мешканців:     | Походження мешканців:     | Походження мешканців: | Походження мешканців: | Походження мешканців: |
| ------------------------- | ------------------------- | --------------------- | --------------------- | --------------------- |
| Походження                |                           |                       | осіб                  | %                     |
| Корінні американці        | Корінні американці        |                       | 255                   | 15.13%                |
| Інше північноамериканське | Інше північноамериканське |                       | 1 265                 | 75.07%                |
| Європейське               | Європейське               |                       | 715                   | 42.43%                |
| британське                | британське                |                       | 225                   | 13.35%                |
| французьке                | французьке                |                       | 600                   | 35.61%                |
| Азійське                  | Азійське                  |                       | 30                    | 1.78%                 |

| Зайнятість населення за галузями (за класифікацією NOC): | Зайнятість населення за галузями (за класифікацією NOC): | Зайнятість населення за галузями (за класифікацією NOC): | Зайнятість населення за галузями (за класифікацією NOC): | Зайнятість населення за галузями (за класифікацією NOC): |
| -------------------------------------------------------- | -------------------------------------------------------- | -------------------------------------------------------- | -------------------------------------------------------- | -------------------------------------------------------- |
|                                                          |                                                          |                                                          |                                                          |                                                          |
| Управління                                               | Управління                                               |                                                          | 5,5%                                                     | 5,5%                                                     |
| Бізнес, фінанси та адміністрування                       | Бізнес, фінанси та адміністрування                       |                                                          | 9,9%                                                     | 9,9%                                                     |
| Природничі та прикладні науки                            | Природничі та прикладні науки                            |                                                          | 2,8%                                                     | 2,8%                                                     |
| Охорона здоров'я                                         | Охорона здоров'я                                         |                                                          | 7,2%                                                     | 7,2%                                                     |
| Освіта, правозахист, муніципальні та урядові служби      | Освіта, правозахист, муніципальні та урядові служби      |                                                          | 7,7%                                                     | 7,7%                                                     |
| Мистецтво, культура, відпочинок та спорт                 | Мистецтво, культура, відпочинок та спорт                 |                                                          | 1,1%                                                     | 1,1%                                                     |
| Роздрібна торгівля та послуги                            | Роздрібна торгівля та послуги                            |                                                          | 18,2%                                                    | 18,2%                                                    |
| Гуртова торгівля, транспорт та обладнання                | Гуртова торгівля, транспорт та обладнання                |                                                          | 23,2%                                                    | 23,2%                                                    |
| Природні ресурси, сільське господарство                  | Природні ресурси, сільське господарство                  |                                                          | 14,9%                                                    | 14,9%                                                    |
| Виробництво                                              | Виробництво                                              |                                                          | 10,5%                                                    | 10,5%                                                    |

## Клімат
Середня річна температура становить 4,9°C, середня максимальна – 23°C, а середня мінімальна – -15,9°C. Середня річна кількість опадів – 1 217 мм.
| Клімат поселення                              | Клімат поселення | Клімат поселення | Клімат поселення | Клімат поселення | Клімат поселення | Клімат поселення | Клімат поселення | Клімат поселення | Клімат поселення | Клімат поселення | Клімат поселення | Клімат поселення | Клімат поселення |
| Показник                                      | Січ.             | Лют.             | Бер.             | Квіт.            | Трав.            | Черв.            | Лип.             | Серп.            | Вер.             | Жовт.            | Лист.            | Груд.            |                  |
| Середній максимум, °C                         | −3,8             | −2,58            | 2,72             | 8,83             | 15,60            | 21,24            | 23,04            | 22,20            | 17,19            | 11,29            | 5,34             | −2,2             |                  |
| Середня температура, °C                       | −9,85            | −8,62            | −3,34            | 2,81             | 9,58             | 15,18            | 19,04            | 18,18            | 13,20            | 7,31             | 1,32             | −6,21            |                  |
| Середній мінімум, °C                          | −15,89           | −14,65           | −9,37            | −3,24            | 3,51             | 9,14             | 15,04            | 14,18            | 9,18             | 3,29             | −2,7             | −10,22           |                  |
| Норма опадів, мм                              | 121              | 89               | 104              | 104              | 105              | 87               | 110              | 87               | 85               | 96               | 113              | 116              |                  |
| Середньомісячна швидкість вітру, м/с          | 4.64             | 4.51             | 4.65             | 4.49             | 4.16             | 3.74             | 3.41             | 3.36             | 3.69             | 4.14             | 4.39             | 4.65             |                  |
| Середньомісячна сонячна радіація, кДж/м²·день | 5227             | 8702             | 12404            | 15223            | 18170            | 20268            | 19886            | 17476            | 13034            | 8160             | 4834             | 3921             |                  |
| --------------------------------------------- | ---------------- | ---------------- | ---------------- | ---------------- | ---------------- | ---------------- | ---------------- | ---------------- | ---------------- | ---------------- | ---------------- | ---------------- | ---------------- |
| Джерело:                                      |                  |                  |                  |                  |                  |                  |                  |                  |                  |                  |                  |                  |                  |